# Phyllium
A Phyllium a rovarok (Insecta) osztályának a botsáskák (Phasmatodea) rendjébe, ezen belül a vándorló levelek (Phylliidae) családjába és a Phylliinae alcsaládjába tartozó nem.
A nem egyes fajai a terrarisztikában, hobbiállatként ismertek.

## Rendszerezés
A nembe az alábbi fajok tartoznak:
- Phyllium agathyosus
- Phyllium asekiensis (Größer, 2002)
- Phyllium athanysus (Westwood, 1859)
- Phyllium bilobatum (Gray, 1843)
- Phyllium bioculatum (Gray, 1832)
  - Phyllium bioculatum agathyrsus – alfaj
  - Phyllium bioculatum bioculatum – alfaj
  - Phyllium bioculatum pulchrifolium – alfaj
- Phyllium brevipennis (Größer, 1992)
- Phyllium caudatum (Redtenbacher, 1906)
- Phyllium celebicum (Haan, 1842)
- Phyllium chitoniscoides (Größer, 1992)
- Phyllium crurifolium (Serville, 1838)
- Phyllium drunganum (Hausleithner 1984)
- Phyllium elegans (Größer, 1991)
- Phyllium exsectum (Zompro, 2001)
- Phyllium frondosum (Redtenbacher, 1906)
- Óriás vándorló levél (Phyllium giganteum)
- Phyllium groesseri
- Fülöp-szigeteki vándorló levél (Phyllium philippinicum) (Hennemann et al. 2009)
- Phyllium pulchrifolium (Serville, 1838)
- Phyllium schultzei (Giglio-Tos, 1912)
- Phyllium siccifolium (. Linnaeus, 1758)
- Phyllium sinense
- Phyllium suzukii
- Phyllium tibetense
- Phyllium westwoodi
- Phyllium zomproi (Größer, 2001)